# Bristen
El Bristen és una muntanya dels Alps Glarus dins de Suïssa.